# Framnäs, Örebro kommun
Framnäs är en bebyggelse vid Hjälmaren i Almby socken i Örebro kommun. Från 2023 avgränsar SCB här en småort.